# IBM 웹스피어 애플리케이션 서버 커뮤니티 에디션
웹스피어 애플리케이션 서버 커뮤니티 에디션(WebSphere Application Server Community Edition, WASCE)는 아파치 제르니모를 기반으로 하는 프리 Java EE 기반 웹 애플리케이션 서버이다. IBM이 글루코드라는 오픈 소스 전문회사를 인수하여 그 제품 기반으로 만들 것으로 기존의 웹스피어와는 다른 제품이다.

## 같이 보기
- 아파치 제로니모
- 글래스피시